# Sanctions contre la Russie

Carte des pays ayant mis en place des sanctions contre la Russie en 2014.

Les sanctions contre la Russie sont une série de sanctions, notamment économiques, diplomatiques et sportives, mises en place à partir de 2014 par les États-Unis, l'Union européenne, ainsi que d'autres institutions et pays, occidentaux et mondiaux, contre la Russie, à la suite de la crise ukrainienne. En février 2022, en réaction à l'invasion de l'Ukraine par la Russie, considérée par l'Union européenne comme une agression militaire non provoquée et injustifiée de la Russie contre l'Ukraine, de nouvelles sanctions sectorielles d'une plus grande ampleur sont mises en place notamment par l'Union européenne, le Royaume-Uni, les États-Unis, le Canada et le Japon.
Depuis 2022, la Russie est devenue le pays le plus sanctionné au monde, dépassant l’Iran et la Corée du Nord, tandis qu'en août 2025, plus de 25 000 mesures restrictives visaient des individus ainsi que des entités russes. À la suite de ces sanctions, la Russie a mis en place des contre-sanctions dont, notamment, un embargo alimentaire en 2014, puis en 2022, la Russie adopte de nouvelles mesures de représailles contre les pays occidentaux.
Quelques jours après le début du conflit, les agences de notation Standard & Poor's, Fitch Ratings et Moody's classent la dette russe en « investissement spéculatif », faisant entrer la Russie dans la catégorie des pays risquant de ne pas pouvoir rembourser leur dette. 
En avril 2023, Vladimir Poutine admet que les sanctions internationales pourraient avoir des conséquences négatives à moyen terme sur l'économie russe. Mais la croissance économique russe, tirée par l'économie de guerre – l'industrie de l'armement et les salaires des soldats –, se maintient à un taux de 4 % en 2023 et 2024. Un taux qui devrait diminuer à environ 1 % en 2025 selon le FMI, la Russie ayant épuisé ses moyens de croissance extensive en raison d'une pénurie de main d'œuvre, d'une saturation de certaines capacités industrielles, et d'une difficulté des entreprises à investir en raison du taux directeur élevé.

## Contexte précédent l’invasion russe de 2022

### Structure et intégration de l'économie russe
L’économie de la Russie s’est largement appuyée depuis l'arrivée au pouvoir de Vladimir Poutine en 2000, sur les rentrées budgétaires issues de la vente des hydrocarbures et une ouverture vers le marché européen. Historiquement, la Russie a dépendu des hydrocarbures pour plus d’un tiers de ses recettes fiscales. Avant cela, les années 1990 ont été marquées par une forte instabilité économique et politique, culminant en une importante crise financière en 1998. Cette dépendance de la Russie à la rente pétrolière et gazière, et à ses débouchés commerciaux vers l'Europe, la rend vulnérable à des sanctions. Mais Vladimir Poutine, conscient de cette situation, avait misé sur la forte dépendance de l'Allemagne au gaz russe pour faire fonctionner son industrie, notamment après la mise en service des gazoducs Nord Stream, pour s'en faire une alliée au sein de l'Union européenne. En outre, l'invasion russe de l'Ukraine en février 2022 était supposée être une « guerre éclair » mettant rapidement les Occidentaux devant le fait accompli. Vladimir Poutine ayant perdu ces deux paris, des séries de sanctions sont imposées à la Russie, d'abord à la suite de l'annexion de la Crimée, puis à la suite de l'invasion plus large de l'Ukraine 

### Annexion de la Crimée en 2014
L'annexion de la Crimée par la Russie en 2014 déclenche une première série de sanctions portée par plusieurs acteurs.

#### Union européenne
À partir du 17 mars 2014, l'Union européenne (UE) met en place des sanctions contre la Russie en réponse à l’annexion de la Crimée. Ces sanctions initiales ciblent 21 personnalités russes, en leur interdisant de voyager dans l'UE et en gelant leurs actifs financiers. Ces sanctions ont été étendues à 12 nouvelles personnalités russes dès le 20 mars 2014, puis régulièrement en 2014 pour arriver à plus de 200 personnes en décembre 2021. Le 12 septembre 2014, l'UE interdit l'accès aux crédits européens à plusieurs banques russes et compagnies pétrolières russes, interdit l'exportation de biens pouvant être détournés militairement et interdit l'exportation d'équipements pétroliers vers la Russie. En détail, l'Union européenne interdit les échanges financiers avec 5 banques d'État russes et leurs filiales, trois entreprises de l'énergie, trois entreprises d'armement russes ; l'exportation d'armes et de technologie à usage militaire de l'UE vers la Russie ; l'exportation d'équipements et de technologie destinés au forage en Arctique de l'UE vers la Russie. Ces sanctions touchent plus particulièrement Rosneft, Transneft et Gazprom Neft et les 5 grandes banques publiques russes : Sberbank, VTB, Gazprombank, Vnesheconombank et Rosselkhozbank. En décembre 2014, l'Union européenne sanctionne plus particulièrement les entreprises liées à la Crimée sans certificat d'origine ukrainien, que cela soient les entreprises pétrolières mais également celles de transport maritime, ainsi que les entreprises investissant dans l'immobilier et le tourisme en Crimée. Les sanctions sont prolongées en janvier 2015, en décembre 2015, en juillet 2016, puis en décembre 2016.

#### Conseil de l'Europe
Le 24 juin 2019, l’Assemblée parlementaire du Conseil de l’Europe (APCE), décide de lever les sanctions prises contre la Russie après l'annexion de la Crimée en 2014. Certains considèrent qu'il s'agissait d'une fleur faite à Vladimir Poutine, parmi lesquels le président ukrainien Volodymyr Zelensky, qui se tourne alors vers les États-Unis de Donald Trump. D'autres voient la décision de l'APCE comme un moyen de protéger les droits des citoyens russes.

#### États-Unis
En mars 2014, Barack Obama décrète, via le International Emergency Economic Powers Act, des interdictions de voyager et des gels d'actifs financiers contre certaines personnalités impliquées dans la crise de Crimée. Sanctions qui sont renforcées le même mois, après le référendum en Crimée, alors que, dans le même temps, le Canada, l'Australie, le Japon et l'Union européenne mettent en place des sanctions similaires. Fin avril, 17 entités bancaires russes sont ajoutées à la liste des organismes sujets à ces sanctions. En juillet 2014, les États-Unis renforcent leurs sanctions en ciblant les institutions bancaires russes notamment VTB, la Banque de Moscou, la Rosselkhozbank, ainsi que United Shipbuilding Corporation, une entreprise de construction navale. En septembre 2014, les États-Unis sanctionnent la banque Sberbank, le conglomérat militaire Rostec, plusieurs autres entreprises militaires russes et plusieurs entreprises pétrolières russes : Gazprom, Gazprom Neft, Lukoil, Surgutneftegas et Rosneft.
Le 2 août 2017, le Congrès américain vote le Countering America’s Adversaries Through Sanctions Act (CAATSA) qui vise les investissements dans les infrastructures pétrolières russes, notamment les pipelines

#### Japon
À la même date, le Japon met en place des sanctions contre la Russie. Ces sanctions sont d'une ampleur moindre, concernant la gestion des visas entre les deux pays, ainsi que les investissements notamment dans le domaine militaire et spatial.

#### Ukraine
En août 2014, l'Ukraine renforce ses sanctions contre la Russie, en ciblant près de 170 personnalités russes et 65 entreprises russes dont Gazprom.

#### Canada
En février 2015, le Canada ajoute 37 personnes à sa liste de personnalités sanctionnées, ainsi que 17 entreprises ou organisations, dont Rosneft.

## Invasion de l'Ukraine en 2022
En février 2022, en rétorsion à l'invasion de l'Ukraine, de nouvelles sanctions d'une plus grande ampleur sont mises en place, notamment par l'Union européenne, le Royaume-Uni et les États-Unis. Le 27 février, dans une action commune, l'Union européenne, le Royaume-Uni, les États-Unis et le Canada annoncent empêcher l'utilisation par la Banque centrale de la fédération de Russie de ses avoirs à l'étranger. Certains pays d’Asie se joignent aux sanctions internationales parmi lesquels la Corée du Sud, le Japon, Taïwan et Singapour,.

### Type de sanctions

#### Fermeture de l'espace aérien

Russie
Ukraine
Territoires occupés (Crimée, Donetsk et Louhansk)
Pays qui ont interdit leur espace aérien à tout trafic aérien russe

Le 25 février 2022, la Pologne et la République tchèque sont les premiers pays à annoncer la fermeture de leur espace aérien aux compagnies aériennes russes, décision suivie dans la journée par la Bulgarie et le Royaume-Uni,. Le 26 février 2022, la Roumanie indique à son tour que son espace aérien a été fermé au trafic aérien russe. Cette décision a été suivie par l'Estonie, la Lettonie et la Lituanie.
Le 27 février 2022, la Finlande, le Danemark, l'Allemagne, la Belgique, l'Italie, le Luxembourg, la Suède, l'Islande, la France, l'Irlande, les Pays-Bas, l'Autriche, la Macédoine du Nord, l'Espagne et le Canada annoncent à leur tour fermer leur espace aérien aux avions et compagnies aériennes russes. Plus spécifiquement, l'Allemagne ferme son espace aérien aux compagnies russes et aux jets privés pour trois mois, sauf pour les vols humanitaires. Le 27 février 2022, c'est un total de 23 pays qui ont fermé leur espace aérien au trafic aérien russe et en représailles huit de ces pays (le Royaume-Uni, la Bulgarie, la Pologne, la République tchèque, la Lettonie, la Lituanie, l'Estonie et la Slovénie) voient leur trafic aérien interdit de survoler la Russie. Quelques heures après, est annoncée la fermeture de l'espace aérien de tous les pays de l'Union européenne aux avions russes. En représailles, la Russie ferme son espace aérien aux compagnies aériennes de 36 pays dont les pays de l'Union européenne, le Royaume-Uni et le Canada.
Le 28 février, la Suisse annonce également la fermeture de son espace aérien aux avions russes. Le 2 mars, c'est au tour des États-Unis d'annoncer qu'ils excluront également les avions russes de leur espace aérien.

#### Suspension et limitation des visas
La Tchéquie annonce suspendre la délivrance de visas aux citoyens russes et a annoncé la fermeture de son consulat à Saint-Pétersbourg.
Comme la Tchéquie, la Lettonie prend la décision de « ne plus délivrer de visas lettons aux citoyens de la fédération de Russie, sauf dans les cas d'urgence humanitaire ».
Le 30 août 2022, les ministres des affaires étrangères de l'UE décident de suspendre intégralement l'accord conclu avec la Russie sur les visas et de renforcer l'examen des futures demandes de visas par des citoyens russes. L'accord de 2007 sur les visas permettait une procédure simplifiée pour les citoyens russes souhaitant se rendre dans l'UE.

#### Contrôle ou interdiction des importations et des exportations
Le 25 février 2022, une liste de mesures de privation concernant les exportations a été formulée par le Japon, parmi lesquelles figurent les semi-conducteurs.
Le 28 février, le Canada annonce vouloir interdire toute importation de pétrole depuis la Russie tandis que la Corée du Sud interdit les exportations de matériels stratégiques vers la Russie.
Le 10 mars, les États-Unis et l'Union européenne annoncent interdire les exportations de produits de luxe vers la Russie, comprenant des spiritueux, du tabac, de la mode vestimentaire, de la joaillerie et des véhicules,.
En avril 2024, les États-Unis et le Royaume-Uni décident d'interdire les livraisons de métaux russes (aluminium, cuivre et nickel) à leurs bourses des métaux, le Chicago Mercantile Exchange (CME) et le London Metal Exchange (LME). La Russie est l'un des principaux producteurs de métaux de la planète. Elle fournit 5 % du nickel dans le monde et sa part de marché est bien plus élevée pour le nickel de classe 1, servant à la fabrication des batteries de voitures électriques. Elle fournit également de l'aluminium (6 % de l'offre mondiale) et du cuivre (4 %). L'objectif de la mesure est de réduire les revenus de la Russie afin d'entraver le financement de son effort de guerre.
En mai 2024, le Sénat américain vote à l'unanimité une loi interdisant les importations d'uranium enrichi en provenance de Russie, qui fournit près de 25 % du marché américain de l'uranium enrichi. Les mines russes ne produisent que 5 % de l'uranium naturel dans le monde, mais Rosatom possède près de 45 % des capacités mondiales d'enrichissement. Cette loi va permettre de débloquer 2,7 milliards de dollars d'investissements publics dans la filière nucléaire, somme qui avait été mise à disposition par le Congrès à la condition qu'un embargo soit instauré.
En janvier 2025, l'administration Biden prend des mesures contre deux des pétroliers les plus importants de Russie, Gazprom Neft et Surgutneftegas, ainsi que contre 183 navires constituant la « flotte fantôme russe », qui transporte le pétrole russe pour contourner les sanctions internationales ; des traders, des intermédiaires et des ports sont aussi visés. Selon un rapport de Goldman Sachs, les navires russes touchés par les sanctions auraient transporté 1,7 million de barils en 2024, soit le quart des exportations russes.

#### Gel des avoirs de la Banque de Russie
Les pays du G7, l'Union européenne et l'Australie décident en février 2022, de geler les avoirs de la Banque de Russie. Ils sont estimés à 260 milliards de dollars en 2024.

#### Sanctions contre les oligarques
Les pays occidentaux ont décidé de sanctionner environ 702 oligarques et leur famille ainsi que des personnalités politiques russes ou du monde des affaires. Ces sanctions combinent des gels d'avoirs ou des saisies de biens (yachts, chalets, villas),.
En avril 2022, à la suite du massacre de Boutcha en Ukraine, les deux filles de Vladimir Poutine, Maria Vorontsova, âgée de 36 ans, et Katerina Tikhonova, âgée de 35 ans, sont sanctionnées par les États-Unis, l'Union européenne et le Royaume-Uni. L'explication de l'UE, donnée à ces sanctions, mentionne que Katerina Tikhonova dirige un fonds de soutien aux jeunes scientifiques russes, fondé par des compagnies dont les dirigeants sont des « membres du cercle d’oligarques proches » de Vladimir Poutine. Maria Vorontosa est sanctionnée pour son rôle dans une société de projets d’investissement, Nomenko, dans le secteur de la santé qui « procure des sources substantielles de revenus » aux autorités russes, et « supervisé personnellement par Poutine »,.
Plusieurs Yachts sont saisis, notamment l'Amadea en avril 2022, dont la valeur est estimée à 325 millions de dollars.

#### Annulations, déprogrammation et disqualification culturelles
Dans de nombreux pays occidentaux, des représentations d’œuvres russes, principalement musicales et théâtrales, sont annulées. Il s'agit notamment des œuvres des compositeurs Tchaïkovski et Moussorgski.
Des musiciens, artistes lyriques et chefs d'orchestre russes sont déprogrammés, comme le pianiste Alexander Malofeev ou le chef d'orchestre Pavel Sorokin. De nombreux artistes russes sont sommés de se positionner publiquement contre la guerre.
La Russie est disqualifiée du 66e édition de l'Eurovision par l'UER à la suite de l'invasion de l'Ukraine par la Russie.

### Sanctions par pays / organisations internationales

#### G7
Fin 2022, pour limiter les recettes russes à l'exportation obtenues grâce aux hydrocarbures, le G7 décide de fixer un prix de vente maximum, à 60 dollars le baril de pétrole. Cela signifie que les pays membres interdisent à leurs entreprises d'acheter, de transporter, ou d'assurer du pétrole russe si celui-ci est vendu à un prix supérieur à ce plafond fixé.

#### Union européenne, depuis 2022
Le 23 février 2022, le Conseil de l'UE, en réponse à la reconnaissance par la Russie des républiques autonomes autoproclamées de Donetsk et de Lougansk, sanctionne les 351 députés membres de la Douma russe ayant voté cette reconnaissance, ainsi que 21 personnes et structures russes, en gelant leur avoirs et en leur interdisant de séjourner dans l'Union européenne. Convoqué dans l'urgence à la suite du déclenchement par la Russie d'opérations de guerre sur le territoire de l'Ukraine, le Conseil européen extraordinaire du 24 février 2022 adopte de nouvelles sanctions qui visent l'économie, les élites russes et les membres de la Douma, en complément de celles adoptées depuis 2014 en réaction à l'annexion de la Crimée,,. D'après la présidente de la Commission européenne Ursula von der Leyen, ces sanctions viseront d'abord le secteur financier, ce qui signifie que « 70 % des banques russes auront beaucoup plus de difficultés à emprunter sur les marchés ». Ensuite, la Russie ne pourra plus bénéficier de l'accès à des « technologies cruciales », comme les composants électroniques ou des logiciels. L'UE suspend toute importation de pétrole russe vers l'Union européenne, ainsi que toute vente de composants aéronautiques européens, et de composants stratégiques vers la Russie. Elle annonce également des sanctions contre des entreprises militaires russes et contre une large partie des entreprises bancaires russes.
Le 27 février 2022, l'espace aérien des 27 pays membres est fermé aux appareils détenus par des Russes, enregistrés ou contrôlés par la Russie. Le même jour, l'UE prend également la décision d'interdire les médias russes RT et Sputnik dans l'Union, accusés d'être les organes officiels de la propagande mensongère du Kremlin,. Quelques jours auparavant, le régulateur allemand avait déjà décidé d'interdire la diffusion de RT en Allemagne. Les autres médias d'État russes concernés par ces sanctions sont Rossiya RTR / RTR Planeta, Rossiya 24 / Russia 24 et TV Centre International. Ces cinq médias publics russes ont été utilisés par le Kremlin comme des outils de manipulation de l'information dans le but de promouvoir la désinformation sur l'invasion de l'Ukraine, y compris la propagande, et visant à déstabiliser les pays voisins de la Russie, ainsi que l'UE et ses États membres,. L'UE annonce le lendemain que ces mesures sont étendues à Vladimir Poutine et à son ministre des Affaires étrangères, Sergueï Lavrov, dont les avoirs en Europe seront gelés,. 
Le 1er mars, l'interdiction de la diffusion de RT et Sputnik est acté juridiquement. Le même jour, plusieurs banques russes, VTB, Rossiya Bank, Otkritie, Novikombank, Promsvyazbank, Sovcombank et Vnesheconombank sont exclues du réseau Swift à la suite d'une décision de l'Union européenne. Le 8 mars, la Commission européenne a présenté un plan de réduction des importations européennes des hydrocarbures russes de deux tiers d’ici à la fin 2022 et de la totalité avant 2030. Ce sujet sera à l’ordre du jour du sommet de Versailles des 10 et 11 mars 2022 dédié à la situation en Ukraine. Le 9, les 27 décident d’ajouter 160 oligarques et sénateurs russes à leur liste noire. Trois banques biélorusses vont être débranchées du système SWIFT. Le 15, l'Union européenne annonce interdire les investissements dans le secteur énergétique russe, interdire les exportations de produits de luxe vers la Russie ainsi que les importations d'acier depuis la Russie. Ces sanctions gèlent également les avoirs des oligarques Roman Abramovich et Konstantin Ernst. Ce 4e train de sanctions interdit également aux agences de notation de délivrer des notes à la Russie ou à des entreprises russes et enlève la reconnaissance du statut de nation la plus favorisée à la Russie.
Le 11 avril, l'Union européenne gèle les avoirs de 4 banques russes : VTB, Otkritie Bank, Novyikombank et Sovcombank. Le 30 mai, l'UE annonce de nouvelles sanctions incluant la mise sur liste noire d'environ 60 personnalités russes, l'exclusion du système SWIFT de Sberbank ainsi qu'un embargo sur 90 % des importations de pétrole russes à la fin de l'année 2022, avec une exception pour le pétrole transitant par l'oléoduc Droujba.
Fin juillet 2022, l'Union européenne reconduit pour six mois supplémentaires, jusqu'au 31 janvier 2023, ses sanctions économique contre la Russie.
Le 5 décembre, un embargo européen sur le pétrole brut russe transporté par voie maritime est mis en place. Quant aux importations de produits pétroliers raffinés comme le diesel, elles doivent être interrompues à partir du 5 février 2023. Toujours en décembre 2022, l'Union européenne annonce des sanctions concernant les exportations d'équipements de drones, de camouflages, d'équipements électroniques, chimiques, biologiques et antiémeutes ainsi que les services dans les sondages et dans la publicité. De plus, l'Union européenne sanctionne la Credit Bank of Moscow, la banque Dalnevostochny et la Russian Regional Development Bank, 23 entreprises russes de l'armement, ainsi que 4 médias russes. Enfin elle sanctionne environ 200 nouvelles personnalités russes, dont 42 membres de la Douma.
En décembre 2023, le Conseil et le Parlement européens se sont mis d'accord sur un texte qui permettra aux États membres de restreindre ou interdire l'entrée du gaz russe sur leurs marchés. Le texte vise en particulier le gaz naturel liquéfié, qui représente encore 12 % des importations européennes, et près de 16 % de celles de la France.
Le 12 février 2024, le Conseil décide de geler les bénéfices générés par les avoirs de la Banque de Russie bloqués sur son territoire. Ceux-ci sont estimés à 210 milliards de dollars à cette date. En mai 2024, les États membres de l'Union européenne décident que ces bénéfices seront alloués à la Facilité européenne pour la paix, pour financer du matériel militaire pour l'Ukraine. En août, l'Union européenne décide d'interdire à partir de mars 2025 la réexportation de gaz russe à partir de ports européens.
En mai 2025, l'Union européenne met en place un nouveau paquet de sanction (le 17e) qui cible les navires de transports d'hydrocarbure, comprend des interdictions de visa et le gel des avoirs de hauts responsables politiques et économiques russes. En juillet, elle met en place un 18e paquet de sanctions, qui prévoit un abaissement du prix du pétrole russe autorisé à l'exportation. Ces nouvelles sanctions prévoient un abaissement du plafond du prix du pétrole brut russe, désormais fixé à un peu plus de 45 dollars le baril, soit 15% de moins que le prix moyen du baril russe sur le marché. Ces mesures prévoient également des sanctions à l'encontre de 105 navires de la flotte fantôme russe et de leurs complices, et du système bancaire russe avec l'ajout de 22 banques à la liste des institutions interdites de transaction.  Pour la première fois depuis 2022, ces sanctions frappent deux entités financières chinoises accusées de faire le jeu de Moscou : la Heihe Rural Commercial Bank et la Heilongjiang Suifenhe Rural Commercial Bank, proches de la frontière avec la Russie. En août, la cheffe de la Diplomatie européenne Kaja Kallas annonce travailler sur un 19e paquet de sanctions contre la Russie.
Selon l’envoyé spécial de l’Union européenne pour les sanctions David O’Sullivan, ces mesures suivent un processus constant d’ajustement et de mise au point pour maintenir leur efficacité malgré les efforts d'adaptation de la Russie. C'est l'une des principales utilités de cette succession de « paquets » de sanctions.
L’UE cherche à interrompre totalement ses importations de gaz russe d’ici à 2027. En 2025, la plupart des États membres se sont affranchis de leur dépendance énergétique à l'égard de la Russie, à l'exception notable de la Slovaquie et de la Hongrie, qui gardent des contrats d'approvisionnement importants avec Moscou.

#### Allemagne
L'Allemagne suspend la mise en service du gazoduc Nord Stream 2 avec la Russie.

#### France
Saisies : Un groupe d'intervention (Task Force) regroupant plusieurs dizaines d'agents du ministère des Finances a pour mission de repérer les biens d'oligarques russes en France. En mars 2022, la France a bloqué cinq bateaux : quatre cargos et le yacht « Amore Vero » d'Igor Setchine.
Le 26 février 2022, un navire de commerce sous pavillon russe, parti de Rouen (Seine-Maritime) à destination de Saint-Pétersbourg, a été dérouté vers Boulogne-sur-Mer (Pas-de-Calais), étant « fortement soupçonné d'être lié à des intérêts russes visés par les sanctions » de l'Union européenne.
En avril 2022, la villa Altamira (ou Alta Mira) , propriété de Kirill Chamalov (ancien gendre de Vladimir Poutine), à Biarritz dans les Pyrénées-Atlantiques, a été provisoirement saisie par la France.
Toujours en avril 2022, un tableau du peintre Piotr Kontchalovski appartenant à Petr Aven et un portrait de Timofeï Morozov du peintre Valentin Serov appartenant à Moshe Kantor sont saisis par la France. Les deux œuvres, prêtées par ces oligarques, faisaient partie de l’exposition « Icônes de l’art moderne », qui s’est tenue de septembre 2021 à avril 2022 à la Fondation Louis Vuitton à Paris.
La France a imposé unilatéralement plus de 2 500 mesures pour sanctionner la Russie

#### Italie
Début mars 2022, l'Italie saisit 140 millions d'euros d'actifs d'oligarques russes.
Des yachts sont saisis, parmi lesquels "Lady M" (en), propriété du magnat de l'acier russe Alexeï Mordachov, proche de Vladimir Poutine (valeur estimée de 65 millions d'euros) ; à Sanremo, Lena, propriété de Guennadi Timtchenko, milliardaire cofondateur de Gunvor, société de négoce de matière première ; le superyacht SA A, le 12 mars 2022 dans le port de Trieste, détenu par Andreï Melnitchenko par l'intermédiaire d'une société écran sise aux Bermudes (valeur de 530 millions d'euros).

#### Lituanie
Le 17 juin 2022, la Lituanie suspend le transit ferroviaire de produits sanctionnés par l’Union européenne sur la ligne qui relie l'exclave de Kaliningrad au reste du territoire russe via le territoire lituanien. Cette interdiction concerne le charbon, les matériaux de construction et les métaux . Elle contribue à isoler l’exclave.
Le 13 juillet 2022, la Commission européenne estime qu'il ne doit pas y avoir d'interdiction au transit ferroviaire entre l'exclave et le reste du territoire russe, excepté pour le matériel militaire. Le 26 juillet 2022 le trafic ferroviaire reprend.

#### Pologne
En avril 2022, la Pologne met en place un embargo sur le charbon venant de Russie, pays d'où provenait près de 80 % de ses importations de charbon.

#### Australie
L'Australie annonce sanctionner huit personnalités membres du Conseil de sécurité de Russie.

#### États-Unis
Les États-Unis annoncent le 24 février sanctionner deux banques publiques — Vnesheconombank (VEB) et Promsvyazbank (PSB) — et cinq personnalités proches de Vladimir Poutine,. Par la suite, les États-Unis ont annoncé des sanctions contre quatre autres banques russes dont Sberbank et VTB Bank, ainsi que l'interdiction d'exporter certains biens et services américains à destination de la Russie. Ils ont également décrété de nouvelles sanctions contre des personnalités politiques russes. Washington se dit favorable à la décision de sortir la Russie du système SWIFT, le réseau de messagerie interbancaire mondial.
Le 8 mars, les États-Unis interdisent les importations de pétrole et de gaz russes. Le président Joe Biden a décidé un embargo sur les hydrocarbures provenant de Russie.
Le 8 avril 2022, les États-Unis, via son Congrès, ne considèrent plus que la clause de la nation la plus favorisée est valable pour ses échanges avec la Russie et de la Biélorussie, perte de statut qui est également le cas historiquement pour Cuba et la Corée du Nord. En parallèle, le Congrès américain a demandé l'exclusion de la Russie de l'Organisation mondiale du commerce, le congrès a également validé l'embargo sur les hydrocarbures russes, ainsi que l'interdiction d'investissement en Russie. Alrosa et United Shipbuilding Corporation sont deux nouvelles entreprises russes qui sont également sanctionnées. Les deux filles de Vladimir Poutine, Maria Vorontsova et Katerina Tikhonova, ainsi que la famille de Sergueï Lavrov et des membres du Conseil de sécurité de Russie sont également sanctionnés.
Le 2 novembre 2023, le Département d'État américain annonce de nouvelles sanctions, en particulier contre le projet de gaz naturel liquéfié (GNL) Arctic LNG 2, dont les exportations sont sur le point de commencer. Les terminaux de GNL existants ne sont pas concernés, alors que les importations de GNL russe en Europe ont augmenté de près de 40 % sur les sept premiers mois de 2023 par rapport à la même période en 2021.
En février 2024, les États-Unis annoncent une nouvelles série de sanctions ciblant 500 nouvelles personnalités ou organisations en lien soit avec la guerre en Ukraine soit avec le contournement de sanctions précédentes. En juin 2024, les États-Unis étendent les sanctions aux institutions financières étrangères qui interagissent avec des institutions et acteurs russes sanctionnées.
En août 2024, un nouveau paquet de sanctions est annoncé par les États-Unis visant 400 entités ou personnalités russes, biélorusses ou chinoises impliquées directement ou indirectement dans des activités soutenant l'effort de guerre en Ukraine.  

#### Canada
Le Canada prend la décision de sanctionner 58 personnes et entités russes. Les sanctions visent des « membres de l'élite russe », des « grandes banques russes » et des « membres du Conseil de sécurité russe ». Par ailleurs, Justin Trudeau ajoute : « Nous cessons tous les permis d'exportation pour la Russie ». Le Canada a suspendu toutes relations économiques avec les entités sécessionnistes de Louhansk et Donetsk, dans le Donbass. Il a aussi sanctionné les membres de la Douma (Assemblée parlementaire russe) ayant voté l'intervention en Ukraine et interdit l'achat de dette russe par les citoyens et entités canadiennes. Le 25 mars, le Canada annonce de nouvelles sanctions en ciblant 160 membres du Conseil de la fédération de Russie. En octobre 2022, le Canada met en place de nouvelles sanctions contre 6 structures et 35 citoyens russes dont des dirigeants de Gazprom.

#### Corée du Sud
La Corée du Sud annonce le 28 février 2022 se joindre à la démarche internationale d'exclure la Russie du système SWIFT. Depuis mars 2022, la Corée du Sud a cessé et interdit toute transaction avec la banque centrale russe.

#### Japon
Le Japon (par la voix de son Premier ministre Fumio Kishida) se joint lui aussi aux sanctions dès le 25 février, en interdisant les exportations pour la Russie dans le domaine des semi-conducteurs. Il annonce geler les avoirs de Vladimir Poutine. De plus, le Japon se joint aux pays occidentaux pour exclure certaines banques russes de la plateforme Swift. Par la suite, le Japon adopte de nouvelles sanctions comprennent le gel des actifs et la suspension de la délivrance de visas à des personnes et organisations russes. Le Japon adopte des sanctions contre le président du Bélarus et la banque centrale russe le 28 février. Le 1er mars ce sont les avoirs de Vladimir Poutine et de la banque centrale russe qui sont gelés.
Le 8 avril, sous la pression des annonces des autres nations du G7, le Japon annonce qu'il va stopper progressivement ses achats de charbon russe.
Certaines sanctions japonaises, telles que l'interdiction d'émettre ou d'échanger de nouvelles obligations souveraines russes décrété le 23 février ou l'embargo sur les exportations d'or russe décrété le 5 juillet, sont réputées pour leur inutilité. En effet, les premiers titres ne sont habituellement jamais émis ou échangés au Japon et ce dernier n'importe pratiquement pas d'or de Russie,,.
Le 15 décembre 2023, un nouvel paquet de sanctions est mise en place par le Japon contre des dizaines d'entités (entreprises, administrations, etc) russes.

#### Monaco
À partir du 28 février 2022, la principauté suit « de facto » les sanctions de l'Union européenne. À Monaco, le 3 mars 2022, un contrôle est fait à bord du yacht Quantum Blue, propriété du milliardaire russe Sergueï Galitski. Le même jour, à La Ciotat, le yacht Amore Vero, propriété du milliardaire russe Igor Setchine, est saisi par les douanes françaises « alors qu'il prenait des dispositions pour appareiller dans l'urgence ».

#### Royaume-Uni
Le 22 février 2022, le Royaume-Uni sanctionne cinq banques russes : Rossiya Bank, Işbank, GenBank, Promsvyazbank et la Black Sea Bank for Reconstruction and Development, ainsi que des personnalités économiques ou politiques russes,,: Roman Abramovitch, Guennadi Timtchenko, Oleg Deripaska (Rusal), Alicher Ousmanov, Igor Chouvalov, Igor Setchine (Rosneft). Le 24, le pays annonce une nouvelle série de sanctions, notamment contre la compagnie aérienne Aeroflot, qui ne pourra plus desservir son territoire. Le Royaume-Uni a gelé les actifs de la banque russe VTB, l'une des plus importantes banques de Russie. Parmi les sanctions, les entreprises russes, publiques comme privées, auront interdiction de lever des fonds au Royaume-Uni et les sommes que les citoyens russes peuvent détenir sur leurs comptes bancaires britanniques seront limitées. Selon Boris Johnson, « les nouvelles mesures vont nous permettre d'exclure totalement les banques russes du secteur financier britannique, qui est bien sûr le plus important d'Europe ». Le 28, le secrétaire d'État aux Transports britannique, Grant Shapps, annonce avoir « écrit à tous les ports britanniques pour leur demander de ne donner accès à aucun navire battant pavillon russe, enregistré, possédé, contrôlé, affrété ou exploité par des Russes ».
Fin février 2022, les avoirs de Guennadi Timtchenko, actionnaire de la banque Rossiya, sont gelés au Royaume-Uni et il n'a plus le droit de séjour dans ces pays à la suite de la crise russo-ukrainienne. Boris Rotenberg et son neveu Igor Rotenberg sont aussi sanctionnés. Tous trois sont par ailleurs déjà sur la liste américaine des sanctions. Le Royaume-Uni met fin au système des golden visas qui permettaient aux riches investisseurs russes d'obtenir un titre de séjour rapidement. Les avoirs de certains milliardaires russes ont été gelés comme ceux d’Alicher Ousmanov (Ouzbékistan), l'ancien vice-Premier ministre Igor Chouvalov, dirigeant de la banque de développement russe VEB.
Le 8 mars, Londres annonce que, avant fin 2022, elle n’importera plus de pétrole depuis la Russie. Le 9, Londres annonce élargir ses sanctions envers la Russie, principalement pour le secteur de l’aéronautique, en renforçant son interdiction de vol pour les avions russes ainsi qu'en érigeant en infraction pénale tout vol ou atterrissage d'avions provenant de Russie au Royaume-Uni. L’interdiction porte sur tout aéronef détenu, exploité ou affrété par toute personne liée à la Russie ou à des individus ou entités désignés. Le 15, le Royaume-Uni annonce mettre en place une augmentation des droits de douane de 35 % sur la vodka et une interdiction d'exporter des produits de luxe vers la Russie.

#### Suisse
La Suisse rompt avec sa tradition historique de neutralité pour annoncer le 28 février 2022, par la voix du président de la Confédération, Ignazio Cassis, reprendre « l'intégralité » des sanctions de l'Union européenne,. Le Conseil fédéral annonce cependant que cela ne contrevient pas à la neutralité suisse et que le pays « continuera d'examiner individuellement chaque nouveau paquet de sanctions édictées par l’UE ».
Au 12 mai 2022, les actifs gelés en Suisse s’élèvent à 6,3 milliards de francs.
Contrairement à l'Union européenne et certains autres États, la Suisse n'interdit pas la diffusion des chaînes de télévision russe Russia Today (RT) et Sputnik. Le ministre de l’Économie Guy Parmelin a toutefois reconnu que les chaînes RT et Sputnik sont« des instruments de la propagande russe, mais une interdiction pourrait être interprétée comme une censure ». Le 16 juin 2021, Guy Parmelin, alors président de la Confédération, avait accueilli à Genève, Joe Biden et Vladimir Poutine, lors du Sommet entre les États-Unis et la Russie. Le 23 mars 2022, les conseillers aux États Carlo Sommaruga et Marianne Maret ont débattu sur cette question à la radio suisse romande. Néanmoins, Swisscom et Sunrise UPC ont déjà décidé au début mars 2022 de ne plus diffuser Russia Today sur leur plate-forme jusqu'à nouvel ordre. Sputnik n'est pas diffusé par les deux fournisseurs.
Thierry Breton, commissaire européen au Marché intérieur, avait annoncé quelques semaines plus tôt, que le bannissement de Russia Today et Sputnik de toute l'Union européenne s'appliquerait dès le 1er mars 2022 et précise que « l'objectif de ces mesures est évidemment de restreindre l'accès des deux grands organes de propagande russe »,.
En avril 2022, il y avait environ 70 000 russophones qui vivaient en Suisse. Cette petite diaspora russophone, comprend non seulement des Russes, mais aussi des personnes originaires de Biélorussie, d’Ukraine, de Géorgie et d’Arménie, est répartie dans les diverses régions linguistiques du pays.
Le Département fédéral des Affaires étrangères (DFAE) annonce le 18 juillet 2022 que les blessés de guerre ukrainiens ne seront pas soignés en Suisse et que la Suisse ne donnera donc pas suite à une demande de l’Otan, pour éviter de se mettre en porte-à-faux avec le principe de neutralité.

#### Singapour
Le 28 février, Singapour annonce l’imposition de sanctions à la Russie, bloquant notamment les transactions financières et les exportations de biens susceptibles d’être utilisés comme des armes contre des Ukrainiens.

#### Taïwan
Taïwan a affirmé se joindre aux sanctions économiques dès le 24 février, par la voix de Joseph Wu, ministre taïwanais des affaires étrangères. Ce dernier qualifie l’action russe de « violation de la Charte des Nations unies ». Taïwan vote donc l’exclusion de la Russie du système SWIFT.

#### Ukraine
En octobre 2024, l'Ukraine annonce l'arrêt pour la fin de l'année 2024 de l'acheminement de gaz et pétrole russe via des pipelines et des gazoducs par son territoire en direction de l'Europe centrale (notamment pour l'Hongrie, la Slovaquie et l'Autriche), transport qui malgré la guerre, lui apportait près d'un milliard de dollars, tout en bénéficiant à la Russie à près de 3 milliards de dollars.

#### Institutions internationales
Dès le 25 février 2022, la Russie est suspendue de ses pleins pouvoirs de représentation au sein du Conseil de l'Europe, dont elle se retire pour devancer la décision de son exclusion. Le 2 mars, la Banque mondiale annonce la suspension immédiate de tous ses programmes d’aide en Russie et en Biélorussie. Le 8, l’Union internationale des chemins de fer (UIC) suspend les compagnies publiques russe RJD et biélorusse BCh.

### Entreprises

#### Compagnies pétrolières
Le 27 février 2022, BP annonce se désengager de ses activités en Russie, dont sa participation de 19,75 % dans Rosneft et de toutes ses participations dans des filiales communes aux deux entreprises. Cette sortie pourra potentiellement représenter une charge financière de 25 milliards de dollars pour BP. Le 28 février, Shell annonce à son tour le retrait de ses activités en Russie, dont une participation de 10 % dans Nord Stream 2, mais aussi sa participation de 27,5 % dans Sakhaline II. Le 1er mars, Eni annonce vendre sa participation de 50 % dans le gazoduc Blue Stream qui relie la Russie à la Turquie. Le même jour, Centrica annonce chercher à mettre un terme à ses contrats gaziers avec des entreprises russes notamment Gazprom.

#### Informatique
Le 2 mars 2022, Oracle, AMD, SAP, Intel annoncent suspendre toutes leurs activités en Russie.  Le 6 octobre 2022, par voix de presse, Nvidia indique se retirer entièrement de la Russie et ce en fermant l'ensemble des bureaux.

#### Médias
Le 28 février, plusieurs groupes de médias sociaux, notamment Meta, Google, Twitter restreignent l'utilisation de leur plateforme publicitaire à RT et à Sputnik en Europe, alors que TikTok et Twitter en bloquent l'accès à leur compte en Europe,. Le même jour, Disney, Warner Bros. et Sony Pictures annoncent suspendre la sortie de leurs films en Russie.
Le 3 mars, le régulateur russe a interdit la diffusion de la chaîne télévisée Dojd, car il lui reproche sa manière de diffuser les informations, ainsi que la radio indépendante Écho de Moscou. Elles sont toutes les deux accusées d’avoir relayé des « appels à commettre des actes extrémistes et violents » et publié des informations « sciemment erronées concernant les activités du personnel militaire russe ». À la suite de cela, la chaîne de télévision Dojd a suspendu son travail et la radio Écho de Moscou a dissout son conseil d’administration. Le groupe de conseil en management, technologies et externalisation, Accenture a décidé qu’il cessait ses activités en Russie.
Le 4 mars, la Russie restreint l’accès aux médias BBC, Deutsche Welle, Meduza et Svoboda et Facebook est interdit en Russie. À la même date Microsoft décide de « suspendre toutes les nouvelles ventes de produits et services Microsoft en Russie. »
Le 5 mars l’agence Bloomberg et CBC/Radio Canada annoncent suspendre l’activité de leurs journalistes en Russie, faisant suite à l’installation d’une nouvelle loi qui pénalise la diffusion d’« informations mensongères sur l’armée » et sur la guerre en Urkraine. CBC/Radio Canada annonce suspendre « temporairement » le travail de ses journalistes en Russie pour les mêmes raisons, de même que la BBC. CNN déclare suspendre la diffusion de ses programmes en Russie « le temps d’évaluer la situation ». Le même jour, la RAI annonce également suspendre ses activités en Russie.
Le 7 mars, Tiktok annonce l'interdiction de publier de nouvelles vidéos pour les comptes russes.
Le 8 mars, le journal The New York Times évacue ses journalistes de Russie en raison du durcissement de Moscou envers les médias indépendants, prenant ainsi des mesures pour protéger ses équipes. Les chaînes francophones internationales TV5 Monde et France 24 ont annoncé ne plus être diffusées depuis samedi soir sur le réseau russe de télévision câblée, mais demeurent toutefois accessibles en réception satellitaire. À le même date la BBC à décidé de reprendre ses reportages en langue anglaise en Russie à partir du 8 mars au soir.
Le 9 mars, le groupe d’édition américain Condé Nast annonce l’arrêt de ses opérations en Russie, où il publiait notamment l’édition russe du célèbre magazine de mode Vogue depuis plus de vingt ans, en raison de la situation en Ukraine.
Le 10 mars, TikTok restreint la possibilité aux utilisateurs russes de voir des vidéos de l'étranger.

#### Entreprises de paiement
Le 1er mars 2022, Visa et Mastercard suspendent l'accès à leurs réseaux à certaines institutions russes soumises aux sanctions. Le 5 mars 2022, PayPal, Visa et Mastercard  et le 6 mars, American Express annoncent l'arrêt de leurs activités en Russie, empêchant toute utilisation de leurs services dans le pays,.

#### Magasins physiques et produits de consommation
Le 25 février, la plupart des supermarchés en Estonie, en Lettonie et en Lituanie commencent à arrêter la commercialisation de produits provenant de Russie,,.
Le 28 février, plusieurs distributeurs finlandais dont S-ryhmä, Kesko, Tokmanni et l’entreprise publique de vente d'alcool Alko annoncent mettre fin à leur importation de produits russes.
Le 1er mars, les entreprises publiques norvégiennes et suédoises de vente d'alcool, Vinmonopolet et Systembolaget, annoncent l'arrêt de leurs importations de produits russes,.
Apple annonce suspendre la vente de ses produits physiques en Russie, en plus d'avoir désactivé les applications de RT et de Sputnik. Le même jour, Nike suspend ses livraisons internet vers la Russie, il en va de même le lendemain pour Puma qui garde cependant ses magasins ouverts.
Le 2 mars, H&M annonce suspendre ses ventes en Russie. Le 3 mars, l’opérateur de satellites OneWeb, sis à Londres, suspend les lancements de Baïkonour et Ikea suspend ses activités en Russie et en Biélorussie.
Le 4 mars, Intel, AMD et Airbnb suspendent leurs activités en Russie et en Biélorussie,. Le même jour, LVMH ferme temporairement l'ensemble de ses 124 magasins en Russie, de même Canadian Tire suspend temporairement ses 41 magasins, ainsi que Bulgari, Chanel, Kering et Hermès.
Le 5 mars, Samsung Electronics annonce suspendre ses expéditions vers la Russie ; l'entreprise y représente plus 30 % du marché du smartphone, ce qui représente 4 % du marché mondial du géant. Le même jour, Inditex, maison mère de Zara, annonce suspendre ses activités en Russie.
Le 8 mars, le géant McDonald's décide de cesser toute activité temporairement en Russie, Starbucks et L'Oréal prennent la même décision, le même jour,. Le même jour, Coca-Cola, Pepsi, Unilever et Procter & Gamble annoncent suspendre leurs ventes en Russie.
Le 9 mars, la brasserie Heineken annonce suspendre ses activités en Russie. Le même jour, Amazon annonce suspendre ses activités pour la Russie, tant celles de marchand en ligne que de sa plateforme AWS.
Le 10 mars, Uniqlo annonce la suspension de ses ventes en Russie. Le même jour, British American Tobacco annonce suspendre également ses ventes en Russie
Le 28 mars, Heineken et Carlsberg annoncent se retirer du marché russe, où ils sont respectivement le 3e et le 1er producteur de bière. En juillet 2022, H&M annonce la vente de ses activités en Russie.

#### Entreprises de transport et d'infrastructure
Le 27 février, UPS et FedEx annoncent suspendre temporairement leurs livraisons à destination de la Russie et de l'Ukraine.
Le 28 février, AerCap, la plus grande entreprise du monde de location d'avions annonce mettre un terme à ses activités en Russie, ce qui représente 5 % de son activité.
Le 1er mars, l’armateur français CMA CGM annonce ne plus desservir les ports russes jusqu’à nouvel ordre, comme l’armateur danois Maersk à la même date. Mediterranean Shipping Company (MSC) stoppe également toute activité vers la Russie, de même que Ocean Network Express et Hapag-Lloyd. Le 2 mars, Kuehne + Nagel suspend toutes ses livraisons vers la Russie.
Le 5 mars, Aeroflot annonce mettre fin à partir du 8 mars à l'ensemble de ses vols internationaux sauf vers la Biélorussie.

#### Entreprises françaises en Russie
En 2022, 1 200 entreprises françaises sont actives en Russie et y emploient 160 000 personnes[réf. nécessaire].
Les groupes suivants arrêtent leurs opérations en Russie[réf. nécessaire] : l'armateur CMA-CGM, Air France, Pernod Ricard, dans le luxe : LVMH, Hermès, Chanel, Kering (Gucci), Guide Michelin, Renault et sa filiale russe AvtoVAZ.
Le 11 avril 2022, Société générale a annoncé l'arrêt de ses activités en Russie et la cession de ses participations dans le secteur bancaire russe en particulier la banque Rosbank, pour un coût de 3,1 milliards d'euros.
Le 29 mars, Decathlon annonce suspendre ses activités en Russie.
Le 1er juin, La Poste annonce le retrait de ses activités en Russie, pays où elle comptait près de 3 000 salariés, en étant très présente dans la distribution de colis.
Le 14 octobre 2022, le groupe Danone (Nutricia) a annoncé la vente de sa filiale russe Essential Dairy and Plant-based (EDP). Danone employait 7200 salariés en Russie, répartis dans 13 usines a été. L’opération pourrait entraîner une dépréciation d’un milliard d’euros.
Les groupes suivants ont exclu de mettre fin à leurs opérations en Russie : 
- TotalEnergies[201]  mais qui a décidé le 22 mars d'arrêter d'acheter du pétrole russe d'ici fin 2022, cela ne concerne pas le gaz[202] ;
- le Groupe Mulliez (Auchan, Leroy Merlin, Decathlon)[203] ;
- Savencia (ex-Bongrain), Bonduelle[204].
- le laboratoire pharmaceutique Servier. Cependant, Servier y suspend ses investissements et les bénéfices réalisés en Russie seront affectés à des projets humanitaires ukrainiens[205].

#### Industries
Le 28 février 2022, Daimler Truck annonce suspendre ses activités en Russie et vouloir vendre sa participation de 15 % dans KamAZ. Le même jour, General Motors et Volvo suspendent leurs  ventes en Russie,. Le 1er mars, BMW, Ford et Harley-Davidson suspendent leurs ventes en Russie,,. Le 2 mars, Boeing et Airbus annoncent mettre un terme à leurs activités de maintenance et de livraison de pièces détachées aux compagnies russes. Le 9, le constructeur ferroviaire Alstom a annoncé qu’il suspendait ses livraisons vers la Russie et ses investissements futurs dans le pays . Le même jour, Lucent et Cogent, deux entreprises d'infrastructure internet annoncent l'arrêt de leur activité en Russie. Le 11, le groupe automobile français Stellantis (Peugeot, Citroën, Fiat, Chrysler, etc.) annonce suspendre l'exportation de ses véhicules vers la Russie.

#### Fonds d'investissement
Le 27 février 2022, le fonds souverain norvégien annonce son retrait de toute activité en Russie, ce qui représente alors près de 25 milliards de couronnes norvégiennes sur ses 1 300 milliards de couronnes d'actifs. Le 4 mars, la Banque asiatique d'investissement pour les infrastructures suspend ses activités en Russie et en Biélorussie.

### Organisations sportives et assimilées

#### Comité international olympique
La commission exécutive du Comité international olympique (CIO) exhorte le 25 février toutes les fédérations sportives internationales à annuler ou à délocaliser tout événement prévu en Russie ou en Biélorussie. Le 28 février, le CIO leur demande de bannir les athlètes et officiels russes et biélorusses de toutes leurs compétitions sportives.
Le 12 octobre 2023, le CIO exclut le comité olympique russe parce qu'il avait intégré parmi ses membres les comités régionaux des régions de Donetsk, de Kherson, de Louhansk et de Zaporijia, les 4 provinces occupés de l'Ukraine.
En décembre 2023, le CIO permet aux athlètes russes et biélorusses de partir aux Jeux olympiques d'été de 2024 à Paris, sous bannière neutre.

#### Comité international paralympique
Après avoir dans un premier temps admis les athlètes russes et biélorusses « sous bannière neutre » aux Jeux paralympiques de Pékin de 2022, le Comité international paralympique fait volte face le 3 mars et, s'accordant avec les recommandations du CIO, les exclut des compétitions qui commencent le lendemain, expliquant notamment sa décision par le fait que « de nombreux comités paralympiques, équipes et athlètes ont menacé de ne pas concourir, mettant en danger la viabilité des Jeux paralympiques de Pékin 2022 ».

#### Autres organisations sportives et culturelles
Plusieurs fédérations et organisations sportives se joignent aux sanctions contre la Russie, notamment :
- En football : Le 25 février, l'UEFA transfère la finale de la Ligue des champions de Saint-Pétersbourg à Paris, au Stade de France[220]. Le 26, faute de réaction de la FIFA, la Suède, la Pologne et la Tchéquie, engagées dans la même partie de tableau en phase de barrage des qualifications au mondial 2022, annoncent qu'elles refusent de jouer contre la Russie[221]. Le 28, la FIFA et l'UEFA excluent la Russie des barrages de qualification à la Coupe du monde 2022 au Qatar et toutes les équipes encore engagées dans des compétitions européennes. L'UEFA annonce également l'arrêt de son partenariat avec Gazprom[222]. Les clubs russes sont également suspendus de la Ligue des champions[223]. Côté femmes, l'équipe de Russie est exclue de l'Euro féminin 2022, pour lequel celle-ci était parvenue à se qualifier. De plus, l'UEFA annule la totalité des rencontres de cette sélection aux éliminatoires de la Coupe du monde féminine de football 2023 [224]. Le 8 mars, la Fédération russe de football (FUR) saisit la justice sportive contre les sanctions de la FIFA et de l’UEFA. Le temps que la décision soit prise, la FUR demande que les sanctions prononcées soient suspendues, ce qui permettrait de disputer les barrages du Mondial 2022[123].
- En basket : Le 28 février 2022, l'Euroligue et l'Eurocoupe suspendent les clubs russes de leur compétition[223].
- En biathlon : Après avoir dans un premier temps autorisé les biathlètes russes et biélorusses à concourir sous bannière neutre et sans hymne national (en cas de victoire)[225], l'Union internationale de biathlon (IBU) décide, le 2 mars, de bannir les biathlètes de Russie et de Biélorussie de toutes ses compétitions internationales[226].
- Aux échecs : Le 25 février, la Fédération internationale des échecs (FIDE) annonce que toutes les compétitions officielles, dont l'Olympiade d'échecs prévue à Moscou, sont déplacées dans d'autres pays[227]. Le 15 mars, la ville indienne de Chennai en obtient l'organisation[228]. Le 21 mars, la commission d'éthique de la FIDE suspend Sergueï Kariakine de toute compétition internationale pour six mois en raison de ses prises de position soutenant l'invasion russe de l'Ukraine[229],[230].
- En équitation : Le 28 février, la Fédération équestre internationale annonce que toutes les compétitions officielles prévues en Russie et en Biélorussie seraient annulées. Ces deux pays se voient aussi coupés de toute aide de la part de la fédération[231].
- En hockey sur glace : Le 28 février, la Fédération internationale de hockey sur glace suspend la Russie et la Biélorussie ainsi que leurs clubs de toutes ses compétitions jusqu'à nouvel ordre. Cela inclut le championnat du monde junior 2022, au mois d’août à Edmonton, ainsi que l'édition 2023, initialement prévue à Novossibirsk et Omsk[232].
- En judo : Le 27 février, la Fédération internationale de judo annonce la suspension du statut de « président honoraire et d'ambassadeur » de Vladimir Poutine[233].
- En natation : Le 23 mars, la Fédération internationale de natation annonce l'interdiction de participer pour les athlètes russes et biélorusses, après avoir précédemment permis à ceux ci de participer sous drapeau neutre[234].
- En patinage artistique : Le 1er mars, le comité d'organisation des championnats du monde et la Fédération française des sports de glace annoncent que les patineurs russes et biélorusses ne pourront participer aux championnats du monde 2022, qui se disputeront à Montpellier du 23 au 26 mars[235],[236].
- En sport automobile : Le 25 février, la Fédération internationale de l'automobile annonce que le Grand Prix de Formule 1 de Russie à Sotchi, prévu pour 25 septembre 2022, est annulé[237], avant que la Formule 1 rompe son contrat avec le promoteur du Grand Prix, signifiant qu'à l'avenir, elle n'ira plus en Russie[238]. Le conseil mondial de l'Automobile statue de son côté sur le cas des pilotes russes et biélorusses, les autorisant à participer aux compétitions sous statut neutre et sous le drapeau de la FIA[239]. Mais l'écurie de Formule 1 Haas F1 Team décide de licencier son pilote russe Nikita Mazepin parallèlement à la rupture de son contrat avec le sponsor de la même nationalité Uralkali[240].
- En tennis : Le 1er mars, l'ITF annonce la suspension immédiate de la Fédération de tennis de Russie (RTF) et de la Fédération de tennis du Bélarus (BTF). Elle suspend également leurs équipes nationales de toutes les compétitions (Coupe Davis, Billie Jean King Cup…)[241].
- Au volley-ball : Le 26 février, alors que le championnat du monde en Russie est maintenu par la Fédération internationale, l'équipe de France, championne olympique en titre, annonce qu'elle ne s'y rendra pas[242]. Le 1er mars, l'organisation du championnat du monde de 2022 est retirée à la Russie[243].
- L'olympiades des métiers : Alors que les Olympiades des métiers s'étaient tenues en Russie, à Kazan, en 2019, WordSkills a annoncé[244] que Saint-Pétersbourg n'accueillerait pas la compétition en 2023 comme il était prévu. La participation de la Russie, et de la Biélorussie « qui soutient activement l'invasion » de l'Ukraine, aux Olympiades de 2022 est annulée. L'appartenance de la Russie et de la Biélorussie au mouvement est suspendue, ainsi que leur participation à toute activité internationale du mouvement.

## Impacts économiques

### Impacts pour la Russie
Selon l’envoyé spécial de l’Union européenne pour les sanctions David O’Sullivan, l'efficacité des sanctions ne fait aucun doute, mais elles peuvent échouer à convaincre Vladimir Poutine de stopper sa guerre en Ukraine tant que ce dernier sera prêt à sacrifier son économie sur l'autel de ses ambitions militaires. En outre, la structure autoritaire du régime politique russe dont le chef d'État n’a pas à se soumettre au contrôle du parlement ni à justifier ses choix budgétaires, lui permet de faire avancer ses ambitions impérialistes quel qu’en soit le coût pour son pays. Enfin, les régimes autoritaires ont les instruments nécessaires – comme un contrôle total des médias et des finances publiques – pour entretenir l’illusion que l'économie se porter bien.

#### Impacts sur la croissance économique de la Russie
Sous l'effet des sanctions, l'économie russe entre en récession de 4% au deuxième trimestre de 2022 d'après l'agence de statistique Rosstat, « annulant » les effets d'une croissance de 3,5 % au premier trimestre de cette même année. Avec les exportations d’hydrocarbures lourdement impactées par les sanctions ciblant ce secteur, la consommation des ménages, autre levier de croissance principal de la Russie, est pénalisée par l'inflation. En avril 2023, Vladimir Poutine admet que les sanctions internationales pourraient avoir des conséquences « négatives » à « moyen terme » sur l'économie russe. 
Mais la croissance économique russe, tirée par l'économie de guerre, maintient un taux de 4 % en 2023 et 2024. En juillet, le Fonds monétaire international estime la prévision de croissance de la Russie, à 0,9 % pour 2025. Une estimation corroborée par l'économiste russe Dmitry Nekrasov, qui estime pour 2025 et 2026 un taux de croissance du PIB russe inférieur à 1 %. Les moyens de croissance extensive de la Russie sont en effet épuisés en raison d'une pénurie de main d'œuvre, d'une saturation de certaines capacités industrielles de production, et d'une difficulté des entreprises russes à investir en raison du taux directeur très élevé. 
Parallèlement, la baisse des revenus pétroliers et gaziers, mais aussi celle des fonds de réserve, pratiquement engloutis par trois années de guerre, imposera inévitablement des coupes budgétaires. Le gouvernement russe pouvant difficilement en temps de guerre tailler dans la défense, qui représente plus de 40 % de ses dépenses (soit 6 à 7 % du PIB russe), il ne peut que réduire ses contributions sociales et son soutien aux industries civiles. À l'été 2025, la Russie ne fait pratiquement plus aucun investissement en dehors de son secteur militaire, et l’argent qui sert à financer la guerre est de plus en plus ponctionné sur le reste de l’économie. 

#### Impacts sur les capacités industrielles de la Russie
L'économie russe se retrouve ainsi compartimentée entre le « secteur de la guerre » incluant les combattants et le complexe militaro-industriel, très protégé et porteur de croissance, et les autres secteurs, de plus en plus fragilisés par l'inflation, les manques d'investissement, les pénuries de main d'œuvre, et les difficultés à importer et à exporter. Alors que la production militaire tourne à plein régime, la consommation intérieure plonge sous l'effet de l'inflation, ce qui plonge certains « secteurs civils » dans la récession. En outre, ces derniers sont « concurrencés » par l'industrie de l'armement dans l'accès au crédit, les rendant victime d'un effet d'éviction.
À cause de la baisse des recettes à l'exportation provenant des hydrocarbures, Gazprom, le le fleuron du pays qui finance en grande partie le budget russe, a enregistré des pertes en 2024, et a été contrainte de procéder à de nombreux licenciements. Ce ralentissement concerne aussi les secteurs normalement tirées par l'industrie de l'armement, comme les mines de charbon et la sidérurgie. S'agissant des mines de charbon, la moitié est menacée de fermeture en raison de déficits élevés, avec une perte nette pour l’ensemble du secteur qui pourrait atteindre 350 milliards de roubles (plus de 3 milliards d’euros) en 2025. Sous l’effet direct des sanctions, ce secteur peine à compenser la perte des marchés européens dont il était l’un des principaux fournisseurs. Dans la métallurgie, le combinat de Magnitogorsk, leader du secteur en Russie, réduit sa production de 18 % au deuxième trimestre 2025, tandis que sur la période de janvier à juin, son bénéfice net s’est effondré de 88,8 % par rapport à la même période en 2024. L'industrie automobile est également touchée, avec un recul de la production de voitures de 28 % et 40 % pour la production de camions.
Le secteur aéronautique russe est quant à lui fortement pénalisé par la difficulté d'importer des composants qui lui sont indispensables, du fait des sanctions. Faute d’une base industrielle et technologique solide, la Russie s’appuie sur des circuits d’importation indirects complexes via des intermédiaires basés en Turquie, en Chine, au Émirats arabes unis et Asie centrale, pour importer clandestinement ces composants. Mais sa production est ralentie : entre février 2022 et l'été 2025, seulement 13 nouveaux avions commerciaux auraient été construits par les avionneurs russes  tandis qu'en 2024, les constructeurs russes n’ont livré qu‘un seul avion. Selon certaines estimations, le coût d’importation de certaines pièces utilisées pour la guerre en Ukraine a été multiplié par sept pour la Russie.

#### Impacts sur la balance commerciale de la Russie
En février 2022, trois mois après l'instauration d'un embargo (le 5 décembre pour le pétrole brut et le 5 février pour les produits raffinés) doublé d'un prix plafond, l'effet des sanctions devient notable : les achats de pétrole russe de l'Union européenne sont passés de 3,5 millions de barils par jour début 2022 à environ 600.000 en février 2023 (surtout la Hongrie). La Russie a réussi à réorienter la totalité des volumes vers d'autres acheteurs, Chine et Inde en particulier, mais ses revenus passent de plus de 22 milliards de dollars par mois début 2022 à moins de 12 milliards en février 2023, une chute de près de 50 %, selon les estimations de l'AIE. Par rapport à la moyenne de 2021, où les cours mondiaux étaient moins hauts, le recul atteint 22 %. Selon Francis Perrin, directeur de recherche à l'Iris, « c'est exactement ce que souhaitaient les Occidentaux. Ils visaient une réduction des revenus de la Russie, mais pas une baisse des volumes, afin de ne pas provoquer une pénurie de pétrole qui aurait fait flamber les cours mondiaux ».
Au début de 2023, lors de la mise en œuvre des sanctions consistant à plafonner à 60 dollars les prix du baril de brut russe, la Russie devait consentir de larges rabais pour pouvoir écouler son pétrole. Mais à la fin septembre 2023, le baril de pétrole russe s'échangeait à 85 dollars sur les ports de la Baltique et à 86 dollars en mer Noire, soit seulement une dizaine de dollars au-dessous du prix du Brent. Selon une analyse des flux maritimes par le Financial Times, les trois quarts du pétrole russe expédié par bateau en août 2023 l'ont été sans police d'assurance occidentale. 
Entre 2022 et 2024, le montant annuel des exportations de la Russie a diminué d'un tiers, passant de 600 milliards de dollars en 2022 à 400 milliards de dollars en 2024. Cette baisse s'explique en partie par la baisse des volumes d'exportations d'hydrocarbures, ainsi que par les « prix cassés » pratiqués par la Russie envers ses clients asiatiques, principalement l'Inde et la Chine. Cette baisse de recettes et l'incapacité des entreprises russes à emprunter sur les marchés financiers provoquent une baisse des investissements dans les secteurs des mines, de l’industrie, et du bâtiment. 
En juillet 2025, les revenus pétroliers et gaziers de la Russie connaissent une baisse significative pour le troisième mois consécutif, de 29,9 % par rapport à l’année précédente. Le vice-premier ministre russe, Alexandre Novak reconnait les défis posés par le maintien des niveaux d’exportation en raison de contraintes logistiques et financières. Cette situation devrait tripler le déficit budgétaire russe pour 2025, atteignant 3,5 billions de roubles. 

#### Impacts sur le secteur financier et les finances publiques de la Russie
Selon la Banque centrale russe, ses réserves ont diminué à hauteur de 604 milliards de dollars au 25 mars 2022. Quelques jours après le début du conflit, les agences de notation Standard & Poor's, Fitch Ratings et Moody's classent la dette russe en « investissement spéculatif », faisant entrer la Russie dans la catégorie des pays risquant de ne pas pouvoir rembourser leur dette. Selon Moody's, « L'abaissement de plusieurs crans de la note de la Russie et le maintien d'une surveillance (...) ont été déclenchés par les lourdes sanctions que les pays occidentaux ont imposées à la Russie ». Fitch indique pour sa part s'attendre à de plus amples sanctions provoquent « un choc énorme pour les fondamentaux de crédits de la Russie et pourrait miner sa bonne volonté à servir sa dette souveraine ». En avril 2022, la deuxième banque russe, VTB, annonce une perte de 612,6 milliards de roubles, soit environ 7 milliards d'euros. La banque explique ces pertes par les sanctions contre la Russie, dont son exclusion du système de paiements international Swift. En août 2025, cette exclusion oblige la délégation russe en visite officielle en Alaska à payer en espèce le carburant de ses avions avant son voyage de retour
Selon l'économiste russe Dmitry Nekrasov, le gel de 300 milliards d’euros de réserves de la Banque centrale de Russie a été la mesure la plus efficace, puisqu'à titre de comparaison, les dépenses militaires russes en 2022-2024 s’élèvent aussi à 300 milliards d’euros. Ainsi, une seule saisie a privé du même montant que trois années de guerre. Par ailleurs, les restrictions sur le système financier coûtent à l’économie russe entre 10 et 30 milliards de dollars par an. Ainsi, en juillet 2025, l’envoyé spécial de l’Union européenne pour les sanctions David O’Sullivan estime que sans ces mesures européennes, la Russie aurait disposé de 450 milliards d’euros supplémentaires pour financer sa guerre en Ukraine.

#### Impacts monétaire et inflationniste
En février et mars 2022, le cours du rouble s'effondre à 100, 120, puis 140 unités pour 1 dollars américain, puis remonte le mois suivant à environ 70 roubles pour 1 dollar, son niveau d'avant guerre, grâce à la hausse du cours des hydrocarbures.  Un an plus tard, son cours est retombé à environ 80 roubles pour 1 dollar américain.
Entre mai 2021 et mai 2022 l'inflation atteint 18 % sur un an, touchant particulièrement les produits alimentaires de base. Le prix du kilo de pomme de terre, produit de consommation quotidien pour les Russes pour l'alimentation et la vodka, est multiplié par trois entre 2022 et 2025. Si les sanctions ne sont pas l'unique cause de ces hausses de prix, elles y contribuent en augmentant le prix d'importations indispensables au secteur agricole russe (comme les semences et les engrais), tout en mettent le gouvernement russe dans l'incapacité de subventionner ces denrées en raison de son déficit public record. 
Les années suivantes, taux d'inflation diminue mais reste à un niveau élevé d’environ 10 % par an. En 2025, en raison de la multiplication des frappes ukrainiennes visant des raffineries et des dépôts de carburant en Russie, le prix du carburant est également entraîné dans cette spirale inflationniste.

#### Impacts sur la population active russe
En novembre 2022, la mobilisation de 300 000 hommes (500 000 selon certaines ONG) et le départ à l'étranger d’un million de Russes entraînent un manque de personnel dans près du tiers des entreprises,. Ces pénurie de main d'œuvre sont elles-mêmes aggravées par la démographie (la population russe était déjà en déclin avant la guerre) et du nombre de conscrits tués au combat.

#### Conséquences sur le niveau de vie de la population russe
Entre 2018 et 2019, les revenus des Russes ont diminué de 10 %, tandis que 500 000 Russes supplémentaires seraient passés sous le seuil de pauvreté établi à 10 753 roubles par mois (152 euros). Paradoxalement cette appauvrissement de sa population est une aubaine pour le gouvernement russe qui voit son recrutement de conscrits facilité par des rémunérations élevés proposés à ceux qui s'engagent.

### Conséquences pour les pays auteurs des sanctions
Le principal coût de ces sanctions pour l'Union européenne est lié au renoncement d'une énergie fossile abondante et bon marché en provenance de Russie, qu'elle doit compenser par d'autres approvisionnements plus coûteux et complexes logistiquement,. L'Allemagne, destinataire direct des gazoducs Nord Stream, ainsi que certains pays d'Europe de l'Est comme la Hongrie et la Slovaquie, sont les plus touchés. Selon l'économiste russe Dmitry Nekrasov, la Russie et l’UE perdent toutes deux 5 à 7 milliards de dollars par an du fait de cette rupture commerciale visant les hydrocarbures russes.
Une étude des économistes Matthieu Crozet, de l'université Lingnan de Hong Kong, et Julian Hinz, de l'Institut pour l'économie mondiale de Kiel, estime que les sanctions visant la Russie représenteraient un manque à gagner commercial de 4 milliards de dollars par mois pour les pays impliqués, dont 52 % de ces pertes seraient supportés par la Russie. Pour l'Union européenne, le manque à gagner s’élèverait à 1,5 milliard de dollars chaque mois.

## Réactions de la Russie

### Contournement et résilience de l'économie russe
Selon l’envoyé spécial de l’Union européenne pour les sanctions David O’Sullivan, il est inévitable que des sanctions soit tôt ou tard contournées, mais il est possible de rendre ces contournement plus difficiles, moins prévisibles, moins fiables et plus coûteux.. 

#### Réorientation des exportations russes d'hydrocarbure
Durant les six premiers mois de guerre, la Russie engrange 158 milliards d'euros de revenus tirés des exportations d'énergies fossiles, profitant de cours élevés. Selon un rapport du Centre for research on energy and clean Air (CREA), en raison de la forte augmentation des cours des énergies fossiles, les « revenus actuels de la Russie sont bien au-dessus de ceux des années précédentes en dépit des réductions des volumes exportés ». Ce centre estime que les exportations d'énergies fossiles ont contribué pour 43 milliards d'euros au budget fédéral russe, aidant à financer la guerre en Ukraine. Le premier importateur des énergies fossiles russes a été l'Union européenne pour un montant de 85,1 milliards d'euros, suivie par la Chine et la Turquie,.
La « flotte fantôme russe » d'environ 600 navires est utilisée par la Russie pour exporter son pétrole en utilisant des pavillons étrangers pour masquer son origine russe. Au moins 70 % du pétrole russe exporté par voie maritime l'est par cette flotte. Selon l'économiste russe et ancien conseiller du Kremlin, passé à l’opposition Dmitry Nekrasov, les sanctions de l'Union européenne contre cette flotte fantôme n'ont aucune efficacité puisque l'UE n'a pas les capacités de les imposer réellement. Alors que les emplacements et itinéraires de ces navires sont connus, seuls cinq ont été arraisonnés, tandis que l'écrasante majorité d'entre eux continue de commercer ouvertement en violation de ces sanctions. Néanmoins, en 2023 et 2024 la flotte fantôme et la réorganisation des circuits d'exportation ont seulement « freiné » la baisse des recettes à l'exportation provenant des hydrocarbures, mais ne l'ont pas stoppé. En 2023, la baisse des volumes et des prix du pétrole exporté par la Russie ont fait baisser ses recettes de 30 %, suivies d'une baisse de 20 % en 2024.
L'Inde, devenue à la suite des sanctions l'un des principaux clients de la Russie alimente son marché domestique en pétrole, mais en réexporte aussi une partie sous forme raffinée. Le diesel et le kérosène n'étant pas livrés par les tankers russes mais indiens, peuvent desservir l'Europe et les États-Unis, qui restent malgré eux consommateurs de produits pétroliers d’origine russe. Le pétrole russe étant acheté par l'Inde à prix cassés, puis revendu aux prix du marché, ce commerce est particulièrement lucratif pour New Delhi. Selon l'économiste Vishnu Varathan, la part du pétrole russe dans les importations indiennes, quasi nulle avant les années 2020, était d'environ 38% depuis 2022. En août 2025, le président américain Donald Trump annonce une forte hausse des droits de douane visant les produits indiens, portés de 25 % à 50 %, pour sanctionner New Delhi de ses achats de pétrole russe. Mais les rabais obtenus par l'Inde sur le pétrole russe lui permettent de faire de telles économies sur ses importations énergétiques, qu'un arbitrage entre le coût économique d'un tel renoncement avec celui des sanctions américaines lui est difficile. 
Deux semaine après les sanctions américaines la prenant pour cible, l'Inde diminue peu à peu ses importations de pétrole russe, mais la Chine en profite pour récupérer à bas prix des livraisons initialement destinées à son voisin asiatique. Plusieurs tankers chargés dans les ports russes de la mer Baltique et de la mer Noire voient ainsi leurs itinéraires détournées de l'Inde vers la Chine. Mais en août 2025, le volume global quotidien des exportations pétrolières russes vers ces deux géants asiatiques est quand-même orienté à la baisse – la hausse de la demande chinoise ne compensant pas la baisse de la demande indienne – tandis que la Chine, en position de force, impose à la Russie des prix cassés. La dépendance économique entre la Chine et les États-Unis étant plus réciproque et équilibrée qu'entre les États-Unis et l'Inde, Pékin est moins menacé par des sanctions américaines, et dispose de davantage de moyens de rétorsion.  

#### Relance budgétaire et économie de guerre
Pour financer son industrie de défense et les salaires de conscrits envoyés au front la Russie puise largement dans ses réserves d'argent public ce qui lui permet de maintenir une croissance tirée par son économie de guerre. Les investissements publics russes dans l’industrie militaire augmentent de 53% en 2024. En 2025, la Russie bat son record de dépenses militaires, qui pèsent alors près de 40 % de son budget fédéral, soit près de 10 % du PIB. Les effets de cette relance budgétaire son accrus par le multiplicateur keynésien : les revenus distribués au salariés engagés dans cette économie de guerre, combattants et ouvriers, génèrent de la consommation, qui à son tour génère des revenus. En outre, les conscrits étant recrutés dans les régions périphériques les plus touchées par le chômage la guerre en Ukraine permet à la Russie de retrouver le plein-emploi. Le taux de chômage en Russie tombe en décembre 2024 au taux historiquement bas de 2,3 % de la population active. 
Mais cette tendance finit par pénaliser l'économie russe, principalement l'industrie, dont la croissance est bloquée par des difficultés à investir et par des pénuries de main d'œuvre,, tandis que la hausse des salaires provoquée par cette pénurie aggrave l'inflation, qui dépasse les 8 % en 2024. En outre, pour maintenir son effort de guerre, la Russie augmente les impôts pour les particuliers et pour les entreprises, annulant une partie des bénéfices de cette relance pour la consommation et l'investissement.
En 2024, le déficit budgétaire de la Russie explose, atteignant, selon le ministère des finances, 4,9 billions de roubles, soit environ 56 milliards d’euros. 
Pendant l'été 2025, des analystes affirment que l’économie de guerre russe, longtemps dopée par des dépenses publiques massives, arrive à bout de souffle. Julian Cooper, analyste à l'Institut international de recherche sur la paix de Stockholm, estime que les dépenses militaires russe devraient croître de « seulement » 3,4% en 2025, démontrant que cette croissance de l’investissements atteint un pic.

#### Contournement des sanctions financières
Depuis le 24 février 2022, la présidente de la Banque centrale de Russie Elvira Nabioullina tente un repli sur soi de la Russie afin de protéger les russes des conséquences des sanctions occidentales. Ainsi, elle restreint les transferts financiers à l'étranger, interdit aux occidentaux de vendre leurs participations dans des sociétés russes, et augmente le taux directeur de la Banque centrale à plus de 20 %. Son objectif est de freiner la chute du cours du rouble et l'inflation. 
Parallèlement, après le retrait de Russie des géants des transactions bancaires PayPal, Visa et Mastercard et American Express,, Moscou lance un système de paiement alternatif, « Mir ». Cette carte bancaire russe est rapidement adoptée par la moitié de la population russe à la suite de mesures incitatives, puis acceptée par certains des pays étrangers les plus visités par les touristes russes comme la Turquie, l’Arménie, l’Ouzbékistan, la Biélorussie, le Kazakhstan, le Kirguizistan, le Tadjikistan, Cuba, la Corée du Sud, et la Chine. Sous pressions américaines, la Turquie puis l'Arménie décident finalement fin 2022 et début 2024 de ne plus accepter ce moyen de paiement,.
En février 2025, au Kirghizstan, un oligarque moldave pro-russe lance la cryptomonnaie « A7A5 » dont le cours est adossé au rouble (un A7A5 vaut toujours un rouble),. Selon un rapport de l'ONG britannique « Centre for Information Resilience », A7A5 vise à fournir un canal de paiement alternatif aux entreprises et aux particuliers russes qui commercent avec l'étranger. Ce stablecoin doit également permettre à des entreprises et des riches Russes d'avoir accès à des dollars sans passer par les circuits financiers traditionnels, mais en passant par une autre cryptomonaie américaine elle-même indexée sur le dollar, « Tether ».

#### Renforts venus de l'étrangers
En août 2025, une enquête de la BBC révèle que pour compenser les pénuries de main d'œuvre, jusqu'à 50 000 travailleurs nord-coréens ont été envoyés par le régime de Kim Jong-Un allié du Kremlin pour travailler dans les usines et sur les chantiers en Russie, Ils y seraient traités dans des conditions proches de l'esclavage selon certains témoignages obtenus clandestinement rapportant des journée de travail de 18 heures, des conditions de travail dangereuses, et des violences physiques exercées par leurs superviseurs. Ce renfort nord-coréen s'ajoute à l'aide militaire composée de plusieurs milliers de soldats déjà envoyée en par Pyongyang pour repenser l'offensive ukrainienne sur Koursk. 

### Mesures de rétorsion

#### Sanctions économiques et commerciales
Le 7 août 2014, le premier ministre russe Dimitri Medvedev décrète un embargo alimentairesur des produits en provenance de l'Union européenne, des États-Unis, de l'Australie, du Canada et de Norvège.
Face aux sanctions internationales et depuis le 1er avril 2022, la Russie a demandé le paiement du gaz depuis des comptes en roubles, ouverts en Russie. Cette sanction est une remise en cause des contrats passés. Pour ne pas avoir obtempéré, l'approvisionnement de la Bulgarie et la Pologne a été coupé le 27 avril 2022.
La Russie laisse entendre le 30 avril qu'elle arrêtera de financer la station spatiale internationale après 2024 (alors que sa fin de vie était programmée pour la fin 2030).
En août 2025, la Chine sanctionne deux banques lituaniennes, UAB Urbo Bankas et AB Mano Bankas en représailles aux sanctions européennes liées à la Russie visant deux banques chinoises.

#### Interdictions d'entrée sur le territoire russe
En réaction aux sanctions à son encontre, la Russie bloque depuis avril 2022 l'accès à son territoire à plusieurs personnalités de différents pays considérés comme « inamicaux » tels que les États-Unis, le Canada, l'Australie, la Nouvelle-Zélande.